# Imolamine
Imolamine (INN, BAN) (tên thương hiệu Angolon, Angoril, Circuline, Irri-Cor, Irrigor, Coremax) là một thuốc giãn mạch vành được sử dụng trong điều trị đau thắt ngực và làm thuốc gây tê cục bộ.